# Klovningsalen
Klovningsalen (norwegisch wörtlich für Holzscheitsattel) ist ein Bergsattel im ostantarktischen Königin-Maud-Land. In der Gjelsvikfjella liegt er im Gebiet der Troll-Station.
Wissenschaftler des Norwegischen Polarinstituts benannten ihn 2007 in Anlehnung an die Benennung des benachbarten Klovningen.